# Hỗn dung tôn giáo

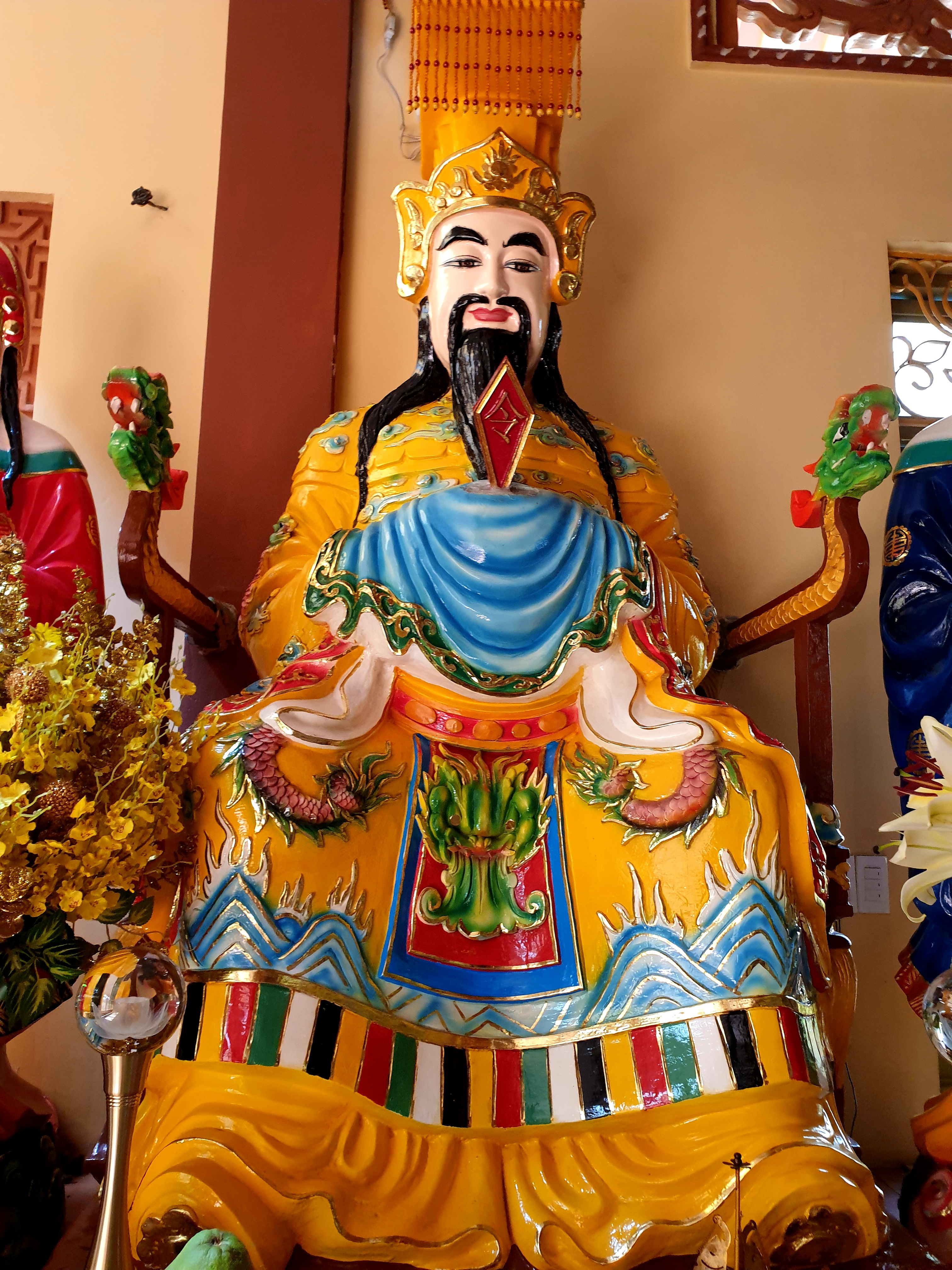
Ngọc Hoàng là một hình tượng điển hình cho Tam giáo đồng nguyên ở Việt Nam. Người Việt bản địa gọi là "Ông Trời" (翁𡗶) chỉ về đấng tối cao, và tương ứng với Ngọc Hoàng Thượng đế trong tín ngưỡng Trung Hoa, còn khi được thờ ở chùa chiền thì đây là hình tượng đại diện của đấng Phạm Thiên trong Phật giáo

Hỗn dung tôn giáo là sự pha trộn các hệ thống tín ngưỡng, tôn giáo thành một hệ thống mới, hoặc kết hợp các tín ngưỡng khác vào một truyền thống tôn giáo hay sự kết hợp vào một truyền thống tôn giáo những niềm tin từ những truyền thống không liên quan. Sự dung hợp tôn giáo tín ngưỡng xảy ra vì nhiều lý do, khi các truyền thống tôn giáo tồn tại gần nhau, giao thoa, ảnh hưởng lẫn nhau, chẳng hạn như sự ảnh hưởng sâu đậm của Cơ đốc giáo đối với Hồi giáo bắt nguồn từ Cơ đốc giáo phương Đông xoay quanh nguồn gốc của Hồi giáo. Sự dung hợp tôn giáo còn xảy ra khi một nền văn hóa bị chinh phục và những kẻ chinh phục mang theo tín ngưỡng tôn giáo của họ sang áp đặt, đồng hóa, nhưng không thành công trong việc xóa bỏ các tín ngưỡng và những phương pháp thực hành xa xưa.
Nhiều tôn giáo có các yếu tố dung hợp ảnh hưởng lẫn nhau, nhưng các tín đồ thường không hài lòng khi gọi như vậy, chẳng hạn như các tôn giáo của Áp-ra-ham, hoặc bất kỳ hệ thống nào có cách tiếp cận độc tôn, coi việc dung hợp là làm hỏng tôn giáo khởi thủy, khiến nó không còn tính chân truyền đúng đắn nữa Mặt khác, các hệ thống tín ngưỡng không độc tôn cảm thấy tự do hơn khi kết hợp các truyền thống khác vào hệ thống của mình. Nhà nghiên cứu Keith Ferdinando lưu ý rằng thuật ngữ "sự dung hợp" là một thuật ngữ khó nắm bắt và có thể áp dụng để chỉ sự thay thế hoặc thay đổi các yếu tố tâm điểm của một tôn giáo bằng niềm tin hoặc thực hành du nhập từ nơi khác. Theo Ferdinando, hậu quả của một định nghĩa như vậy có thể dẫn đến một sự "thỏa hiệp" chết người đối với "sự toàn vẹn" của tôn giáo nguyên thủy.

## Các trường hợp
Phật giáo với chủ trương từ bi hỉ xả đã có quá trình bản địa hóa và dung hợp lâu đời với nhiều tín ngưỡng truyền thống trong các xã hội Đông Á vì nó được coi là tương thích với các tôn giáo bản địa. Phật giáo chọn con đường hòa hợp với nền văn hóa bản địa, rồi từ hòa hợp đến dung hợp các thuộc tính để tạo ra một Phật giáo đặc trưng của dân tộc sở tại. Sự dung hòa đáng chú ý của Phật giáo với tín ngưỡng địa phương bao gồm Tam giáo, sự giao hòa giữa Phật giáo Đại thừa với Triết học Nho giáo và các yếu tố của Đạo giáo, và Shinbutsu-shūgō được xem là dung hòa giữa Thần đạo và Phật giáo. Tín ngưỡng, thực hành và bản sắc tôn giáo của người Đông Á (những người chiếm đa số Phật tử trên thế giới theo bất kỳ thước đo nào) thường hòa trộn Phật giáo với các yếu tố truyền thống khác bao gồm Nho giáo, Tín ngưỡng dân gian Trung Quốc, Đạo giáo, Thần đạo, Saman giáo Hàn Quốc và tín ngưỡng dân gian Việt Nam.
Sự dung hợp tôn giáo có thể thấy ở nhiều nền văn hóa khác nhau, đơn cử như tôn giáo Dīn-i Ilāhī (tiếng Ba Tư: دین الهی, tạm dịch "Tôn giáo Thánh thần") là một tôn giáo dung hợp do hoàng đế Mogul là Akbar I khởi xướng vào năm 1582, với mục đích là tổng hợp các tinh túy của những tôn giáo hiện tồn tại trong đế quốc và thông qua đó dung hòa những sai biệt của dân chúng dưới quyền cai trị của ông.. Nội dung của tôn giáo này chủ yếu lấy từ Hồi giáo và Ấn Độ giáo, nhưng một số yếu tố cũng lấy từ Kitô giáo, Jaina giáo, và Hỏa giáo. "Tôn giáo Thánh thần" bắt nguồn từ chính sách hòa hợp tôn giáo do Akbar khởi xướng.
Công giáo ở Trung Mỹ và Nam Mỹ đã được dung hợp với một số yếu tố bắt nguồn từ người bản địa da đỏ và các nền văn hóa nô lệ ở những khu vực đó, trong khi nhiều nhà thờ do người châu Phi da đen khởi xướng thể hiện sự dung hợp của Tin lành và tín ngưỡng truyền thống của châu Phi. Nhà thờ Công giáo cho phép một số biểu tượng và truyền thống được chuyển từ các hệ thống tín ngưỡng cổ xưa, miễn là chúng được cải biên lại phù hợp (chứ không để xảy ra xung đột) với thế giới quan của Cơ đốc giáo; sự đồng nhất của các tôn giáo khác với đức tin Công giáo, chẳng hạn như Voudun hoặc Candomblé ở Brazil và Santería ở Cuba, bị Giáo hội Công giáo La Mã lên án. Hình ảnh Đức Mẹ Guadalupe và sự sùng kính sau đó đối với bà được coi là đồng hóa một số yếu tố dung hợp của văn hóa Mexico bản địa vào Cơ đốc giáo. Nữ thần chết Santa Muerte cũng đã nổi lên như là sự kết hợp của nữ thần bản địa Mictecacihuatl và Đức Mẹ Guadalupe. Tính đến năm 2012, Santa Muerte được khoảng 5% dân số Mexico tôn thờ, đồng thời cũng có lượng người theo dõi ở Hoa Kỳ và một phần Trung Mỹ.
Nguồn gốc của Santería bắt nguồn từ các tôn giáo truyền thống của những người nô lệ Tây Phi ở Cuba, những tôn giáo này trộn lẫn với Công giáo La Mã của Thực dân Tây Ban Nha. Các vị thánh Công giáo La Mã được kết hợp với các vị thần Tây Phi trong khi những người châu Phi làm nô lệ chấp nhận các nghi lễ Công giáo La Mã và những phép bí tích. Tôn giáo này được khai sinh khi những nô lệ nhận thấy cần phải bảo tồn, duy trì tín ngưỡng của mình khi họ buộc phải từ bỏ niềm tin cổ xưa nên đã đặt các vị thần của họ dưới hình hài của các vị thánh Công giáo để bảo tồn đức tin của họ. Người Tây Ban Nha đã cố gắng áp đặt tôn giáo Công giáo, cũng là của các vị thánh, vì vậy, để duy trì tôn giáo của họ, họ đã thực hiện một việc dung hòa tín ngưỡng, ở đó họ pha trộn, đồng nhất các vị thánh Tây Ban Nha với các vị thánh châu Phi làm nảy sinh một tín ngưỡng mới. Tương tự, Candomblé đã phát triển giữa các cộng đồng người Brazil gốc Phi trong bối cảnh buôn bán nô lệ ở Đại Tây Dương, nó hợp nhất với một tôn giáo người Brazil gốc Phi khác là Umbanda. Đây là cách người nô lệ bảo tồn được bản sắc tín ngưỡng của mình thông qua việc đưa những vị thần của mình vào hình hài của những vị Thánh Công giáo của những kẻ thực dân châu Âu bảo hộ.
Ở Việt Nam, các tín ngưỡng, tôn giáo có sự dung hợp, đan xen và hòa đồng, hiện tượng "tam giáo đồng nguyên" hay là sự dung hợp nhuần nhuyễn giữa Nho - Phật - Đạo đã trở thành một nét nổi bật, đặc sắc của văn hiến Thăng Long và văn minh Đại Việt. Các tôn giáo có nguồn gốc từ Trung Quốc như Đạo giáo (Lão giáo), Nho giáo và Phật giáo từ Ấn Độ đã được kết hợp với tín ngưỡng dân gian Việt Nam (thuyết vật linh) thành một thể gọi là Tam giáo đồng nguyên, và cũng hình thành các tín ngưỡng, tập tục bản địa, chẳng hạn như tín ngưỡng Đạo Mẫu, Tam phủ, Tứ phủ. Phật giáo truyền vào Việt Nam với tính chất giao lưu và dung hợp đơn thuần, không dựa trên tính tranh chấp hay áp bức nên có điều kiện thuận lợi dung hợp hài hòa với tư tưởng người Việt về mong muốn thoát khổ, Phật giáo dung hợp với cội nguồn văn hóa của dân tộc Việt Nam là một thực tiễn sống động trên những yếu tố nhân văn và cũng bắt nhịp với những đặc điểm trong tín ngưỡng, tôn giáo ở Việt Nam vốn mang tính dung hợp, đan xen, hòa đồng.
Thờ Mẫu là tín ngưỡng phổ biến của người Việt. Ở mỗi vùng miền từ Bắc, Trung, Nam, tín ngưỡng thờ Mẫu có những biến đổi cùng với sự giao thoa văn hóa, tôn giáo các dân tộc. Đối với văn hóa tín ngưỡng thờ Mẫu ở Nam Bộ, sự xuất hiện các hình tượng các vị Thánh Mẫu, như: Bà Chúa Xứ núi Sam, Châu Đốc, An Giang; Bà Đen, Núi Cấm, Tây Ninh và Bà Thiên Hậu, Po Ina Nagar là sự phản ánh quá trình giao thoa văn hóa Việt-Chăm-Hoa-Khmer. Bên cạnh đó, còn có sự hỗn dung các yếu tố Tam giáo như Nho-Phật-Đạo với loại hình tín ngưỡng thờ Mẫu này, trong đó có sự dung hợp của Phật giáo với tín ngưỡng thờ Thiên Hậu Thánh Mẫu là một dạng thức tiêu biểu trong tín ngưỡng thờ Mẫu của cư dân Nam Bộ cho thấy những yếu tố Phật giáo kết hợp với tín ngưỡng thờ nữ thần của người Hoa và tục thờ Bồ Tát Quan Âm của người Việt, đặc biệt hình tượng Thiên Hậu Thánh Mẫu và Bồ Tát Quan Âm Nam Hải đều là những vị nữ thần biển được tôn thờ trong đời sống văn hóa tâm linh của cư dân sông nước.
Một số tôn giáo bản địa sau này như Cao Đài, Hòa Hảo (ở Việt Nam) là những ví dụ cho tính nguyên hợp. Đạo Cao Đài ở Việt Nam là một tôn giáo mới, dung hợp nhiều yếu tố từ các tôn giáo lớn, gồm cả Phật giáo, Đạo giáo, Nho giáo, Hồi giáo, Cơ Đốc giáo, Thần Đạo và cả một số tôn giáo đa thần thời cổ đại, thể hiện qua Ngũ Chi Đại Đạo. Lý luận về sự dung hợp các tôn giáo hình thành nên đạo Cao Đài được gọi là Tam giáo quy nguyên (Ba tôn giáo sẽ hợp về một mối), theo đó, các tôn giáo lớn sẽ hợp nhất giáo lý thành một nền Đại Đạo duy nhất và được truyền bá bằng tiếng Việt, cùng với đó là khái niệm Ngũ chi phục nhất (Năm nhánh đạo sẽ trở thành một nền đạo lớn) được đi kèm với "Tam giáo quy nguyên", theo đó, "Ngũ chi" hàm chỉ các tôn giáo trên toàn thế giới, kể cả Tam giáo, thực chất cũng chỉ là năm nhánh đạo (con đường) gồm Nhơn đạo, Thần đạo, Thánh đạo, Tiên đạo, Phật đạo. Năm nhánh này thể hiện năm nấc thang tiến hóa từ thấp lên cao trong quá trình tu tập của các tín đồ, dù theo hướng nào thì cũng quy về một mối.. Ở miền Nam Việt Nam trước đây còn có Đạo Dừa chủ trương hòa đồng tôn giáo, tổng hợp nhiều tôn giáo, đặc biệt là Phật giáo, Kitô giáo. Đạo Dừa hiện không được chính phủ Việt Nam công nhận là một tôn giáo.